# Warner, Alberta
Warner är en ort i Kanada.   Den ligger i provinsen Alberta, i den södra delen av landet, 2 800 km väster om huvudstaden Ottawa. Warner ligger 1 007 meter över havet och antalet invånare är 331.
Terrängen runt Warner är platt. Trakten runt Warner är nära nog obefolkad, med mindre än två invånare per kvadratkilometer.. Närmaste större samhälle är Milk River, 17,0 km sydost om Warner.
Trakten runt Warner består i huvudsak av gräsmarker.